# Cerberus (gwiazdozbiór)
Cerberus – historyczny gwiazdozbiór stanowiący część obecnej konstelacji Herkulesa. Został wydzielony przez Jana Heweliusza w 1687 roku. Miał on symbolizować Cerbera, który w mitologii greckiej i rzymskiej był trójgłowym psem strzegącym wejścia do krainy zmarłych, a którego sprowadzenie z Hadesu było ostatnią z dwunastu prac Herkulesa. Heweliusz i późniejsi twórcy map nieba przedstawiali jednak Cerbera jako trójgłowego węża lub węże. Johann Elert Bode zilustrował wcześniej gwiazdozbiór rysunkiem herosa trzymającego w ręku gałąź ze złotymi jabłkami z ogrodu Hesperyd, których zdobycie było poprzednią z dwunastu prac. Na późniejszych przedstawieniach obrazy te mieszały się, a konstelacja była opisywana jako Cerberus et Ramus Pomifer („Cerber i gałąź z jabłkami”). Astronomowie dyskutowali nad przedstawieniem tej konstelacji aż do jej wyjścia z użycia w końcu XIX wieku. Tworzyły ją gwiazdy 93, 95, 102 i 109 Herculis.